# Klaus Friedrich Arndt
Klaus Friedrich Arndt (* 20. Februar 1930 in Berlin; † 13. Oktober 2012) war ein deutscher Rechtswissenschaftler.

## Leben
Er war im Wissenschaftlichen Dienst im Landtag Rheinland-Pfalz (1965–1968), in der Projektgruppe Regierungs- und Verwaltungsreform beim Bundesministerium des Innern (1969–1971) und als Verfassungsreferent beim Bundesministerium der Justiz (1971–1972) tätig. Nach der Promotion in Mainz am 5. Januar 1967 war er ab 1972 Professor für Verwaltungswissenschaften und Öffentliches Recht an der Goethe-Universität.

## Schriften (Auswahl)
- Parlamentarische Geschäftsordnungsautonomie und autonomes Parlamentsrecht. Berlin 1966.
- Heilpraktikerrecht. Entstehung, Funktionswandel, Berufszulassungsregelung. Frankfurt am Main 1987, ISBN 3-7875-5356-8.
- mit Wolfgang Heyde und Gebhard Ziller: Bund, Länder, Kommunen. Aufgaben, Organisation, Arbeitsweise. Bonn 1993, ISBN 3-427-32777-9.

| Personendaten    | Personendaten                   |
| ---------------- | ------------------------------- |
| NAME             | Arndt, Klaus Friedrich          |
| KURZBESCHREIBUNG | deutscher Rechtswissenschaftler |
| GEBURTSDATUM     | 20. Februar 1930                |
| GEBURTSORT       | Berlin                          |
| STERBEDATUM      | 13. Oktober 2012                |